# West Dolan Township
West Dolan Township est un township inactif du comté de Cass dans le Missouri, aux États-Unis,. Il est fondé en 1873.

## Source de la traduction
- (en) Cet article est partiellement ou en totalité issu de l’article de Wikipédia en anglais intitulé « West Dolan Township, Cass County, Missouri » (voir la liste des auteurs).